# De Profundis (Oscar Wilde)

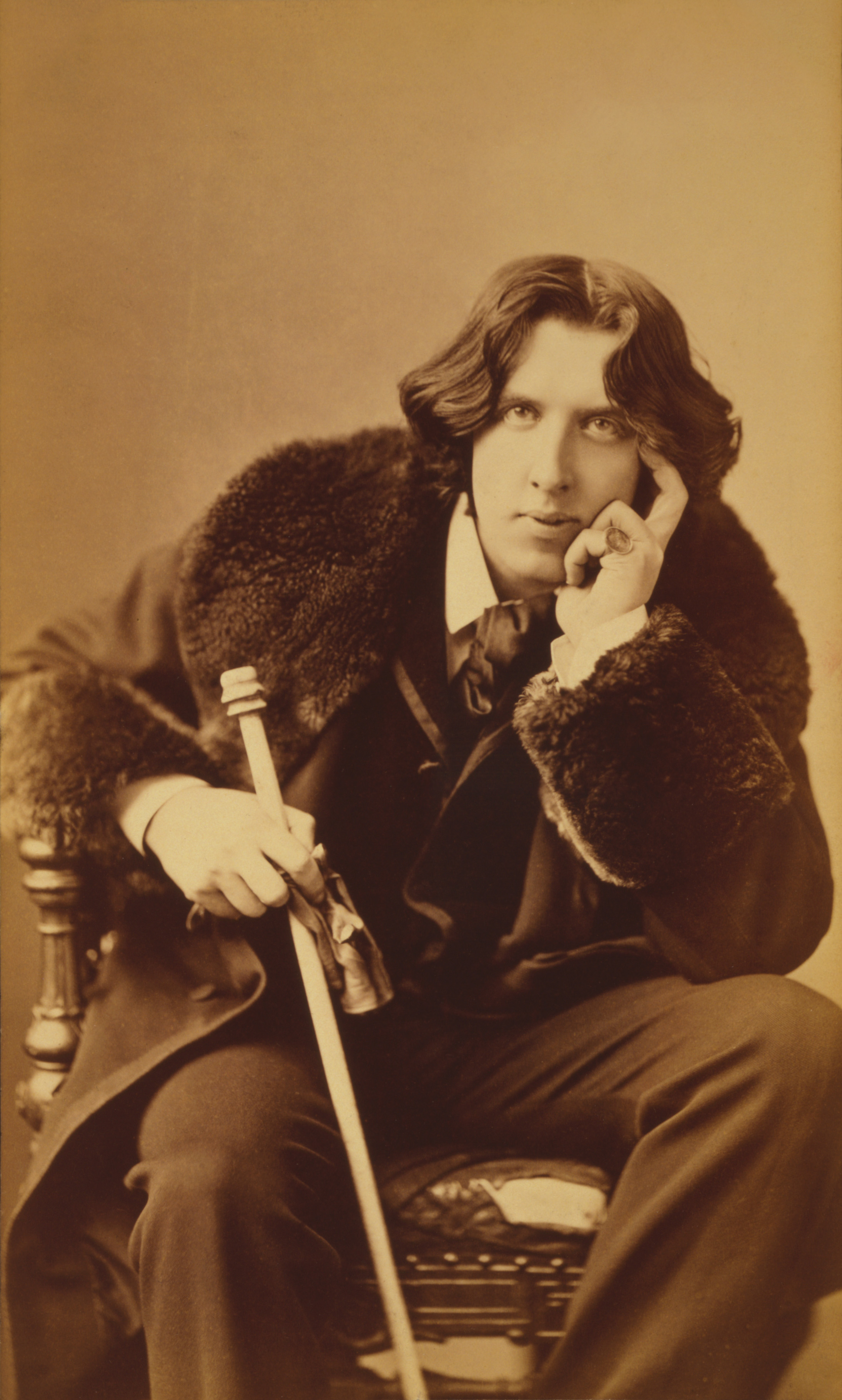
Oscar Wilde

De Profundis is de lange brief die Oscar Wilde na zijn veroordeling wegens sodomie en zijn echtscheiding van zijn vrouw Constance vanuit de gevangenis naar zijn vriend Lord Alfred Douglas schreef. De brief werd geschreven in de maanden januari tot maart 1897 in de gevangenis van Reading. Na zijn dood werd deze brief gepubliceerd onder de huidige naam. De eerste gedeeltelijke publicatie vond plaats in 1905 door Wildes literair executeur Robert Ross. Deze gaf er ook de titel De Profundis aan, kennelijk naar aanleiding van een suggestie van de criticus E.V. Lucas, aan wie hij het manuscript had laten zien. 
De profundis zijn de openingswoorden van Psalm 130 in de Latijnse Vulgaat en betekenen "(van)uit de diepten".
De brief omvat 24 foliovellen en Wilde kreeg tijdens het schrijven pas nieuw papier als een vel volledig volgeschreven was.